# Heikinjärvi (sjö i Finland)
Heikinjärvi är en sjö i Finland. Den ligger i kommunen Kivijärvi i landskapet Mellersta Finland, i den centrala delen av landet, 300 km norr om huvudstaden Helsingfors. Heikinjärvi ligger 179,8 meter över havet. I omgivningarna runt Heikinjärvi växer i huvudsak blandskog. Den är 1,23 meter djup. Arean är 60,3 hektar och strandlinjen är 5,18 kilometer lång. Sjön  ingår i Kymmene älvs huvudavrinningsområde. 